# Wade Bootes
Wade Bootes (Toowoomba, 30 de mayo de 1974) es un deportista australiano que compitió en ciclismo en las modalidades de montaña y BMX.
Ganó dos medallas en el Campeonato Mundial de Ciclismo de Montaña, oro en 2000 y bronce en 2001.
En BMX obtuvo de una medalla de bronce en el Campeonato Mundial de Ciclismo BMX de 2002.

## Palmarés internacional

### Ciclismo de montaña
| Campeonato Mundial | Campeonato Mundial     | Campeonato Mundial | Campeonato Mundial |
| Año                | Lugar                  | Medalla            | Competición        |
| ------------------ | ---------------------- | ------------------ | ------------------ |
| 2000               | Sierra Nevada (España) | Medalla de oro     | Dual               |
| 2001               | Vail (Estados Unidos)  | Medalla de bronce  | Dual               |

### Ciclismo BMX
| Campeonato Mundial | Campeonato Mundial | Campeonato Mundial | Campeonato Mundial |
| Año                | Lugar              | Medalla            | Competición        |
| ------------------ | ------------------ | ------------------ | ------------------ |
| 2002               | Paulínia (Brasil)  | Medalla de bronce  | Carrera            |